# 圣奥朗斯德加姆维尔
圣奥朗斯-德加姆维尔（法語：Saint-Orens-de-Gameville，法語發音：[sɛ̃.t‿ɔʁɛ̃s də ɡamvil]）是法国上加龙省的一个市镇，属于图卢兹区。

## 地名
该地名中“Orens”发音为[ɔʁɛ̃s]，字母“s”发音，《世界地名翻译大辞典》与《世界地名译名词典》将其误译作“圣奥朗-德加姆维尔”。

## 地理
圣奥朗斯-德加姆维尔（43°33'5"N, 1°32'3"E）面积13.06 平方千米，位于法国奧克西塔尼大區上加龙省，该省份为法国西南部内陆省份，西南端与西班牙接壤，自此顺时针与上比利牛斯省、热尔省、塔恩-加龙省、塔恩省、奥德省和阿列日省接壤。
与圣奥朗斯-德加姆维尔接壤的市镇（或旧市镇、城区）包括：坎特-丰瑟格里沃、欧济耶勒、埃斯卡尔康斯、拉贝日、洛泽尔维尔、圖盧茲。
圣奥朗斯-德加姆维尔的时区为UTC+01:00、UTC+02:00（夏令时）。

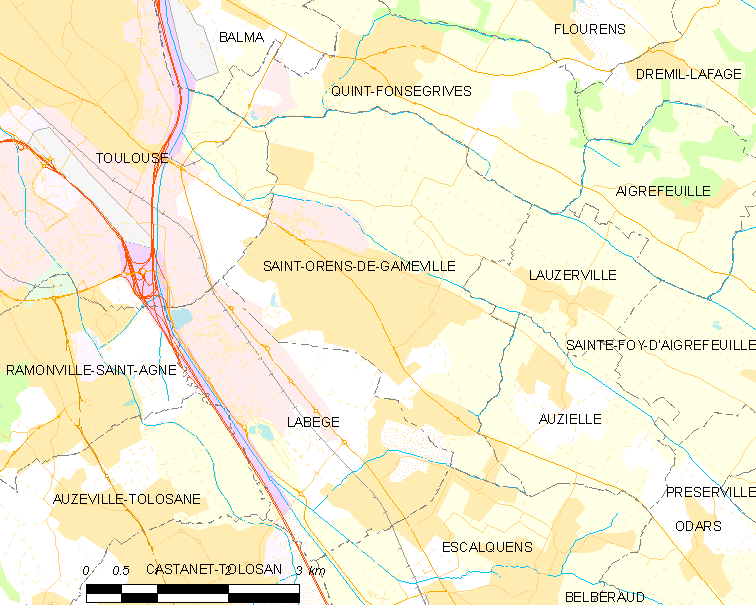
圣奥朗斯-德加姆维尔的OSM定位图

## 行政
圣奥朗斯-德加姆维尔的邮政编码为31650，INSEE市镇编码为31506。

## 政治
圣奥朗斯-德加姆维尔所属的省级选区为卡斯塔内托洛桑县。

## 人口

1962-2008年间圣奥朗斯-德加姆维尔人口变化图示

圣奥朗斯-德加姆维尔于2022年1月1日时的人口数量为14229人。